# 东大邱站 (大邱地铁)
東大邱站（：／ Dongdaegu yeok */?）是大邱地鐵1號線沿線的一座地下車站，位於韓國大邱廣域市東區新川洞，韓語副站名為「新世界百貨」（신세계백화점）。

## 車站結構
站體為2面2線曲線式設計側式月台的地下車站，候車月台設有月台幕門。
出口設有3處，其中2號出口可與東大邱複合換乘中心和新世界百貨連通。

### 月台配置
| 新川 ↑   |
| \| 上    |
| ↓ 東區廳 |

| 月台 | 路線               | 目的地                       |
| ---- | ------------------ | ---------------------------- |
| 上行 | ●大邱都市铁道1号线 | 半月堂、中央路、舌化椧谷方向 |
| 下行 | ●大邱都市铁道1号线 | 新基、半夜月、安心方向       |

## 歷史
- 1998年5月2日：開通使用。

## 車站周邊
- 東大邱站（韓國鐵道公社）
- 東大邱綜合轉運站（朝鲜语：동대구복합환승센터）
  - 新世界百貨大邱店
  - Bandi & Luni's書店（朝鲜语：반디앤루니스）大邱新世界店
  - E-mart大邱店
  - 東大邱Megabox
- 大邱法蒂瑪醫院
- 大邱文化广播
- 大邱東部消防署（朝鲜语：대구동부소방서）
- 韓國國土情報公社（朝鲜语：한국국토정보공사）大邱東部分社
- 新川4洞郵局
- KB國民銀行東大邱分行
- 大韓商會（朝鲜语：대한상공회의소）
- 韓國漁業協會（朝鲜语：수산업협동조합）慶北分社
- 大邱地方法院登記所

## 圖片

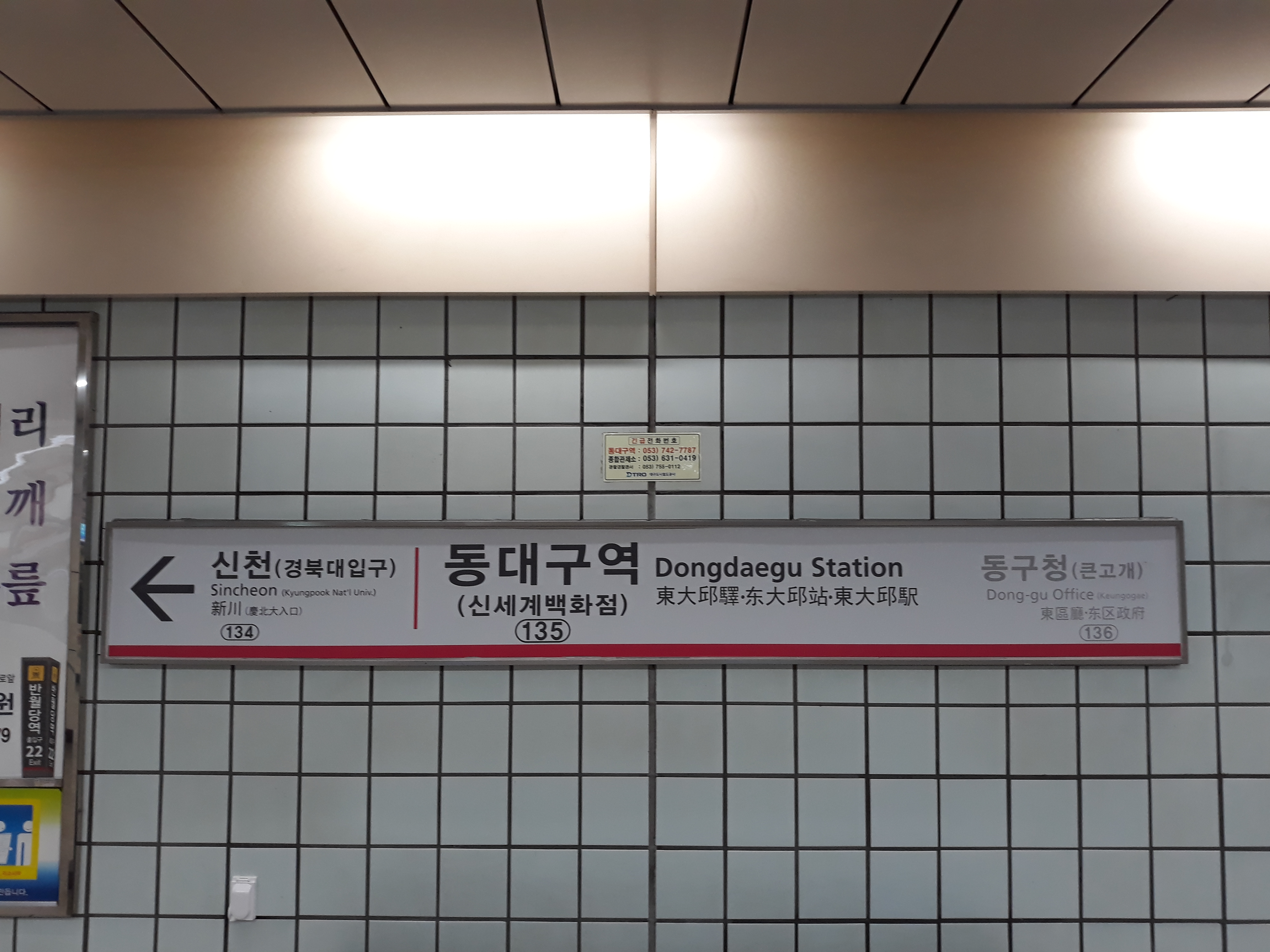
站名牌
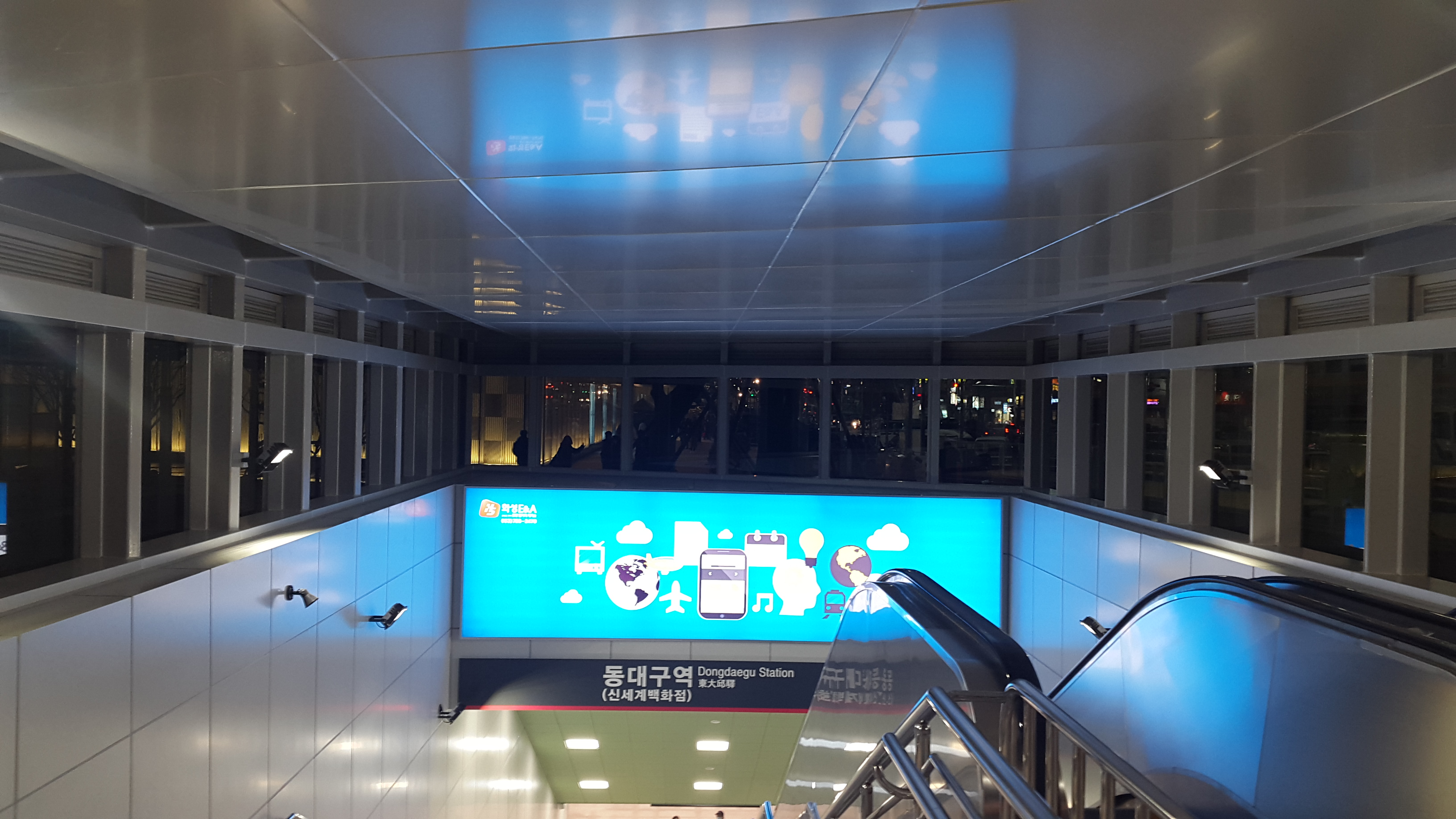
2號出口
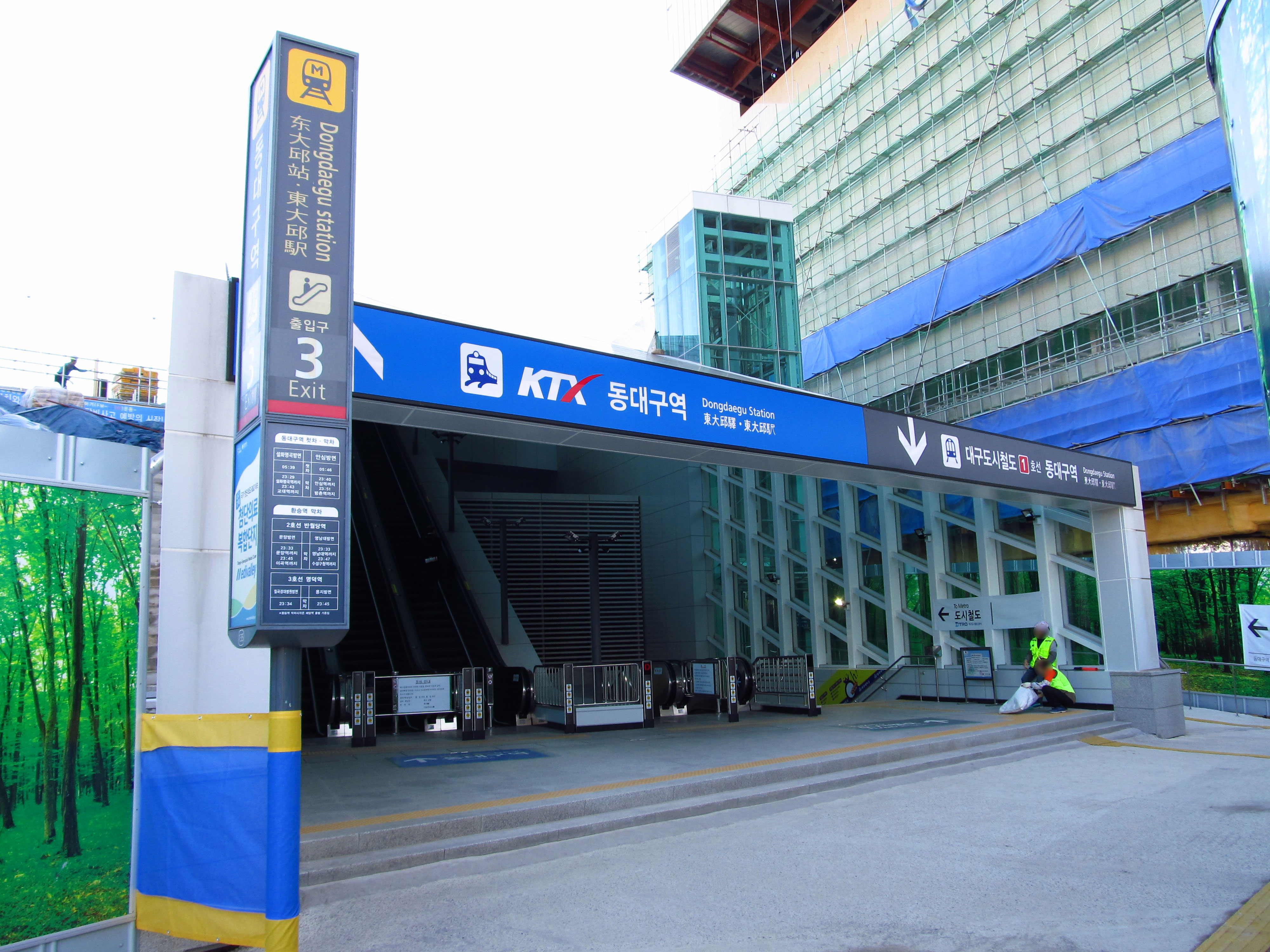
3號出口
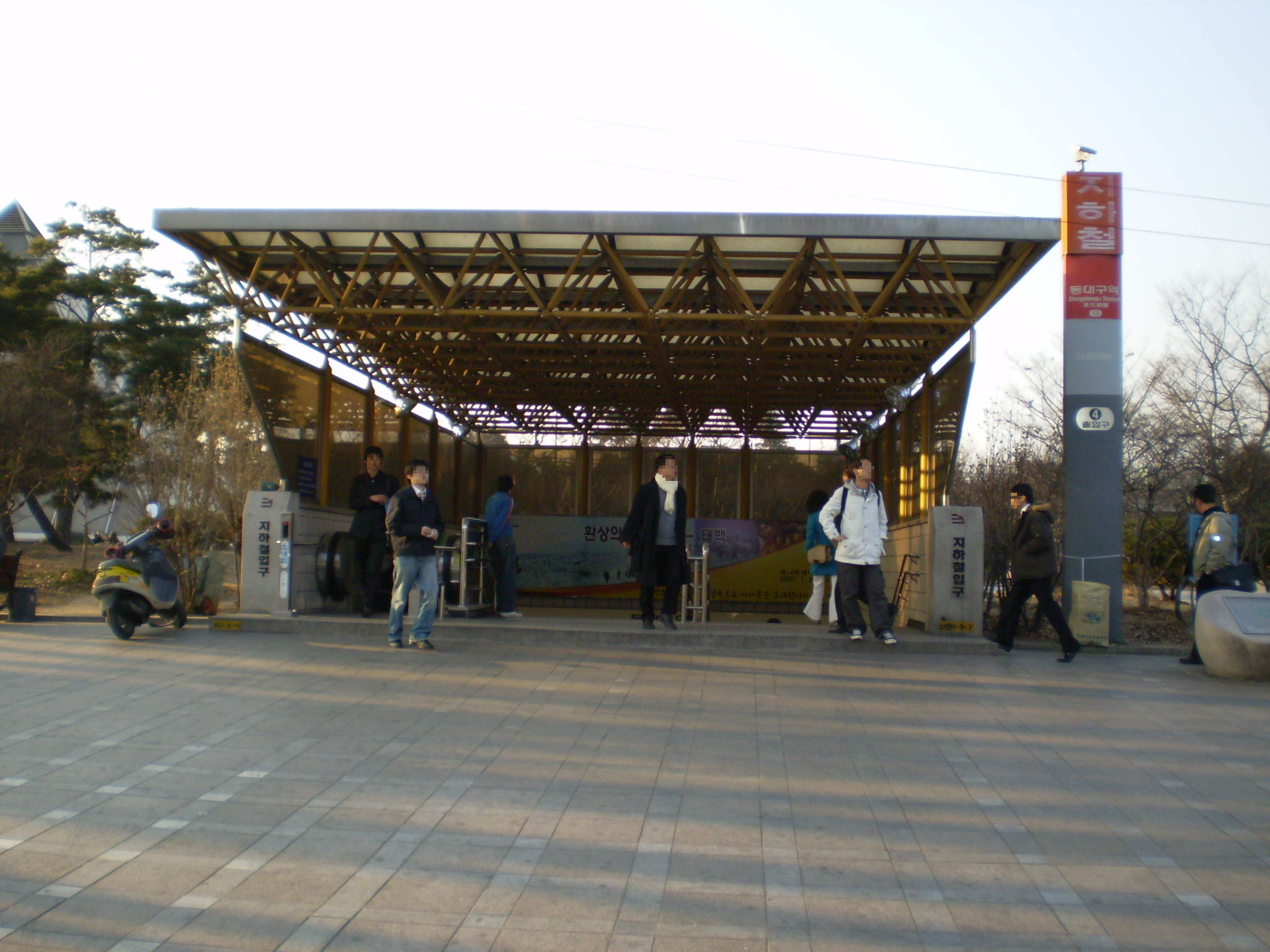
4號出口（2007年）
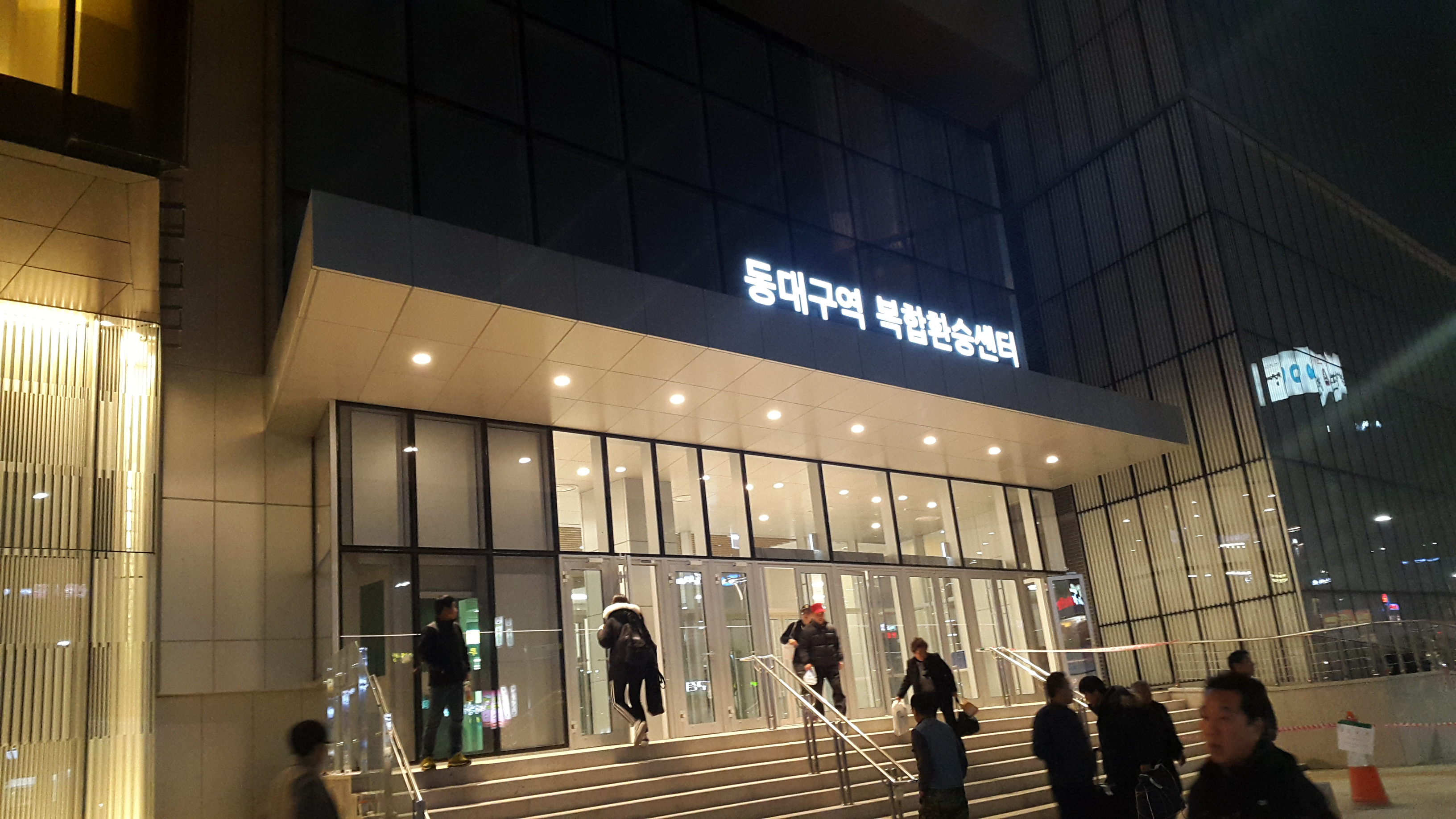
綜合轉運站入口

## 相鄰車站
大邱都市鐵道公社
●大邱都市铁道1号线
新川（134）－東大邱站（135）－東區廳（136）